# Rubén González Rocha
Rubén González Rocha (Santiago di Compostela, 29 gennaio 1982) è un ex calciatore spagnolo, di ruolo difensore.

## Palmarès

### Club

#### Competizioni internazionali
- UEFA Champions League: 1

Real Madrid: 2001-2002

#### Competizioni nazionali
- Campionato spagnolo: 1

Real Madrid: 2002-2003